# Folyás
Folyás là một thị trấn thuộc hạt Hajdú-Bihar, Hungary. Thị trấn này có diện tích 53,92 km², dân số năm 2010 là 345 người, mật độ 6 người/km².